# Port lotniczy Lifou
Port lotniczy Lifou (IATA: LIF, ICAO: NWWL) – port lotniczy zlokalizowany na Lifou (Nowa Kaledonia).

## Linie lotnicze i połączenia
| Linia Lotnicza | Kierunek                                  |
| -------------- | ----------------------------------------- |
| Air Calédonie  | 1. Mare 2. Numea-Magenta 3. Ouvea 4. Tiga |